# Салонина Матидия
Салонина Мати́дия (Сало́ния Матидия, Матидия Ста́ршая) (лат. Matidia; 68 — 118) — римская аристократка, августа, тёща императора Адриана.

## Биография
Матидия родилась в семье претора Гая Салония Матидия Патруина и Ульпии Марцианы, старшей сестры императора Траяна. После смерти отца жила в доме Траяна.
Трижды была замужем. В браке с первым мужем, сенатором Луцием Вибием Сабином, родила дочь Вибию Сабину, ставшую впоследствии женой императора Адриана. Второй муж — сенатор Луций Миндий, третий — Либон Рупилий Фруги.
В 113 году получила титул «августы», который был также у жены Траяна, Помпеи Плотины.
После смерти Салонина Матидия была обожествлена. Императором Адрианом в её честь были построены в Риме алтарь и храм.

## Монеты Салонины Матидии
От имени Матидии чеканились римские монеты — золотые ауреусы, серебряные денарии и медные сестерции. Варианты легенд, помещавшихся на аверсах монет с изображением Матидии: DIVA AVGVSTA MATIDIA, MATIDIA AVG DIVAE MARCIANAE F, DIVA MATIDIA AVGVST.
Варианты реверсов монет: Фортуна, легенда FORTVNA AVG; стоящая Салония Матидия в образе Пиетас (божества исполнения долга перед богами, родиной, родителями), держащая руки на головах Вибии Сабины и Матидии Младшей, легенда PIETAS AVG или PIETAS AVGVST; орёл с расправленными крыльями (голова орла может быть повёрнута вправо или влево), легенда CONSECRATIO. Денарии типа «Consecratio» чеканились некоторое время и после её смерти («посмертная чеканка»).
Чеканились также медные провинциальные монеты с легендой на греческом языке. На реверсах — изображения Зевса и Тюхе.

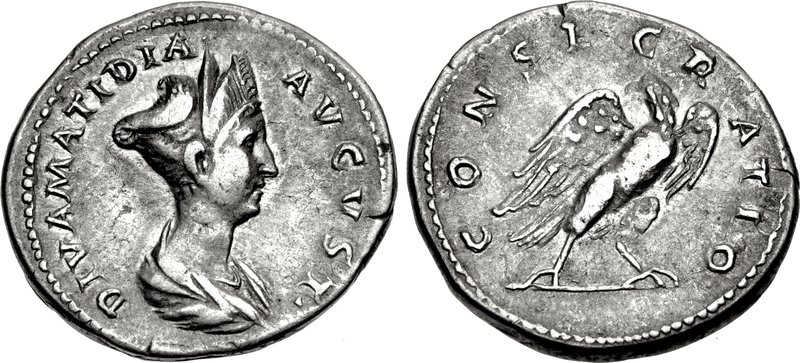
Денарий. На реверсе — орёл, легенда — CONSECRATIO
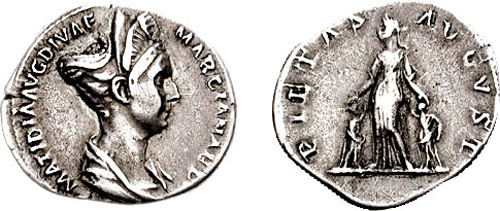
Денарий. На реверсе — Матидия стоит, держа руки на головах Вибии Сабины и Матидии Младшей. Легенда — PIETAS AVGVST
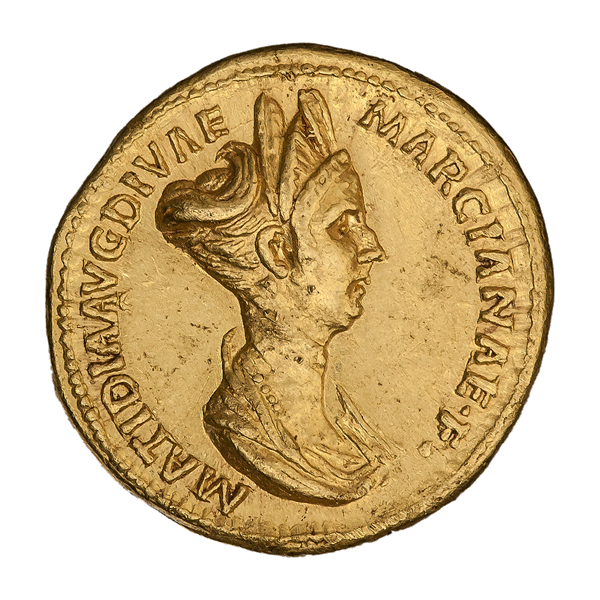
Ауреус, аверс
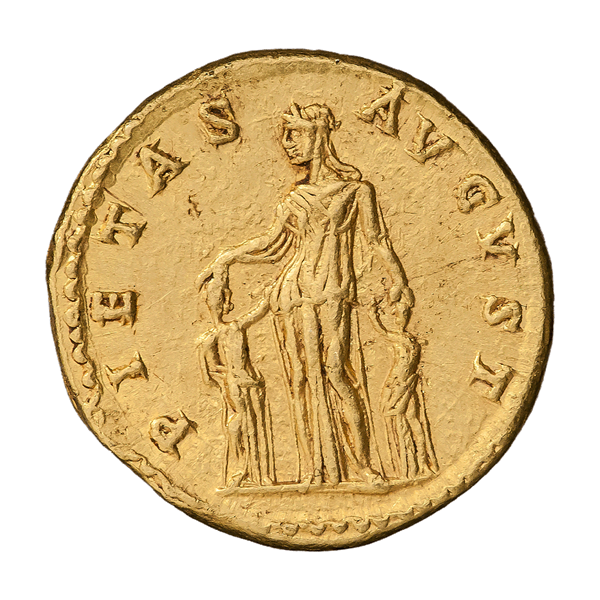
Ауреус, реверс